# Bremia cilipes
Bremia cilipes är en tvåvingeart som först beskrevs av Johannes Winnertz 1853.  Bremia cilipes ingår i släktet Bremia och familjen gallmyggor.
Artens utbredningsområde är Tyskland. Inga underarter finns listade i Catalogue of Life.